# Jean-Christophe Boullion
Jean-Christophe Boullion (ur. 27 grudnia 1969 w Saint-Brieuc) – francuski kierowca wyścigowy, były kierowca Formuły 1.
Karierę rozpoczynał w 1982 roku w kartingu. Samochodami wyścigowymi rozpoczął się ścigać w 1988 roku. W 1989 roku rozpoczął starty we Francuskiej Formule Ford 1600, a rok później zdobył w tych zawodach tytuł, po czym przeniósł się do Formuły 3. W 1993 roku rozpoczął ściganie się w Formule 3000, a w 1994 wygrał te zawody. Na początku roku 1995 został kierowcą testowym zespołu Formuły 1 Williams, ale w tym samym roku trafił w charakterze podstawowego kierowcy do innego zespołu tej serii - Saubera, zastępując od Grand Prix Monako Karla Wendlingera. W całym sezonie 1995 zdobył trzy punkty (najlepszy wynik: piąte miejsce w Grand Prix Niemiec). W roku 1996 ponownie był testerem Williamsa, a później Tyrrella.
W 1996 na krótko ścigał się w serii Renault Spider Eurocup, a w 1999 samochodem turystycznym Renault Laguna dla zespołu Williamsa w serii BTCC. W 2000 ponownie ścigał się samochodami sportowymi, zaliczył również kilka startów w wyścigu 24h Le Mans (najlepszy wynik: trzecie miejsce samochodem Pescarolo 01 w 2007 roku wraz z Emmanuelem Collardem i Romainem Dumasem).